# Werbajew
Werbajew (ukr. Вербаїв) – wieś położona na Ukrainie, w rejonie łuckim, w obwodzie wołyńskim, liczy 258 mieszkańców.